# 黏滑光尾裙魚
黏滑光尾裙魚，為輻鰭魚綱脂鯉目脂鯉亞目脂鯉科的其中一個種，為熱帶淡水魚，分布於南美洲巴西巴伊亞淡水流域，體長可達5.4公分，棲息底中層水域，屬雜食性，以昆蟲及植物等為食，生活習性不明。

## 扩展阅读
- 維基物種上的相關：黏滑光尾裙魚